# Royal College, Colombo
Das Royal College, Colombo (singhalesisch රාජකීය විද්‍යාලය Rājakīya Vidyālaya; Tamil றோயல் கல்லூரி Royal Kalloori, auch Royal College Colombo 7, kurz auch Royal genannt) ist eine monoedukative Schule für Jungen in Colombo, Sri Lanka. Sie wurde als private Schule von Reverend Joseph Marsh 1835 gegründet und als Colombo Academy von Sir Robert Wilmot-Horton im Januar 1836 als erste staatliche weiterführende Schule für Jungen in Sri Lanka übernommen.
Das Royal College gilt als führende öffentliche Schule in Sri Lanka und wird auch als „Eton von Sri Lanka“ bezeichnet. Die Schule wurde in der Tradition der British Public School eingerichtet und 1881 mit Zustimmung der Königin Victoria in „Royal College Colombo“ umbenannt. Sie wurde die erste Schule außerhalb der Britischen Inseln, die die Bezeichnung „Royal“ tragen durfte, und war eine der ersten Schulen, die in den 1980er-Jahren von der Regierung Sri Lankas als National School (ජාතික පාසල, Jathika Pasala, தேசியப் பாடசாலை) bezeichnet wurde.
Als National School wird sie durch die Regierung finanziert – im Unterschied zu den Schulen der Provincial Councils. Die Schule wurde 2009 von Microsoft als „eines der besten innovativen Colleges“ (one of best innovative colleges) der Welt bezeichnet.
Studenten des Royal College werden als Royalists bezeichnet, ehemalige Schüler als „Old Royalists“. Zahlreiche berühmte Persönlichkeiten erhielten an der Schule ihre Ausbildung, unter anderem Präsidenten zweier Länder, ein Sultan und drei Premierminister.

## College

### Lage
Das Schulgelände liegt in einem ruhigen Wohnvorort von Colombo, den Cinnamon Gardens, und umfasst eine Fläche von 38 acre (15,5 ha) entlang der Rajakeeya Mawatha und angrenzend an die Reid Avenue im Osten, Kumarathunga Munidasa Mawatha (Thurstan Road) im Westen und im Süden an die ehemaligen Schulgebäude, die heute für das Department of Mathematics der University of Colombo genutzt werden.

### Verwaltung
Das College erhält seine Mittel durch das Bildungsministerium, das auch den Schulleiter (principal) ernennt. Er ist Leiter der Collegeverwaltung und wird von einem Senior Deputy Principal unterstützt. Die Schule ist in drei Stufen gegliedert: Primary school (früher: Royal College Preparatory School), Middle school und Upper school, wobei jede Stufe einem eigenen Deputy principal untersteht (headmaster). Das College hat ca. 9100 Schüler in Sekundar- und Primarstufe. Die Verwaltung des Internats (college hostel) besorgt ein Warden unter der Aufsicht des Principals. Der Warden wird von einem Sub-warden unterstützt.
Auch die Senior Prefects der Schule haben eine vergleichsweise wichtige Rolle in der Schule. Sie haben ihre Abschlussprüfungen hinter sich. Damit erhalten sie disziplinarische Autorität gegenüber allen Schülern am Royal College.
Seit der Gründung der Schule war Englisch die Unterrichtssprache; Sinhala und Tamil wurden mit der Einführung als Amtssprachen Unterrichtssprachen. Royalists haben auch weiterhin ausgezeichnete Fähigkeiten in Englisch bewiesen, aber 2002 wurde Englisch erneut als Unterrichtssprache eingeführt. Schüler können wählen, in welcher der drei Sprachen sie ihren Unterricht absolvieren.

### Zulassung
Die Zulassung zur Schule wird durch einen ausgeprägten Wettbewerb erworben. Die größte Zahl von Bewerbungen geht für die Aufnahme in Grade 1 ein und die 250 besten Schüler aus dem ganzen Land können in Grade 5 durch die Grade 5 Scholarship Examination aufgenommen werden.

### Ausstattung

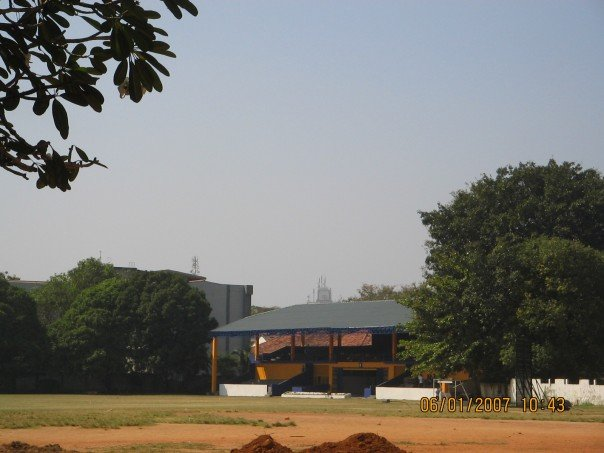
Der J.R. Jayawardene Pavillon am Cricket-Feld.

Die Schule ist ausgestattet mit Hörsälen, Laboren und Computerräumen sowie Zuschauerräumen. Dazu gehören die College Hall und das Navarangahala, ein National Theatre. Das Internat hat Plätze für etwa 230 Schüler.
Sport ist ein Schwerpunkt der Schule. Zu den schuleigenen Anlagen gehören ein Schwimmbecken, Cricket-Felder und Leichtathletik-Anlagen, Tennis- und Basketballplätze sowie Indoor Cricket Nets. Der Royal College Sports Complex und ein Rugby-Gelände liegen in einiger Entfernung vom Schulgelände. Die Sportanlage, die internationalen Standards genügt, wurde 2000 erbaut und bietet Platz für nationale und schulinterne Sportereignisse.

### War memorial - Kriegerdenkmal
Vor dem Hauptgebäude, zwischen dem Boake Gates und der College Main Hall, steht das Denkmal für die Old Royalists, die in den zwei Weltkriegen und im Bürgerkrieg in Sri Lanka ihr Leben verloren.
Eine weitere Gedenktafel ist im Eingangsbereich der Navarangahala angebracht. Dort sind die Namen von 47 Old Royalists verewigt, die im Bürgerkrieg im Dienst fielen. Das erste Kriegerdenkmal (War Memorial Panel) wurde im zweiten Term 1933 durch Sir Graeme Tyrrell, den Chief Secretary of Ceylon, enthüllt.

## Geschichte

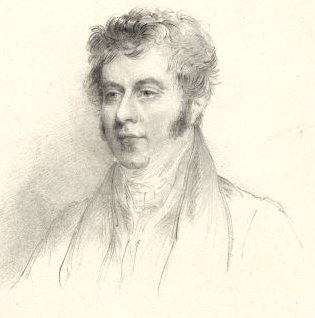
Der Gründer Robert Wilmot-Horton, Gouverneur von Ceylon.

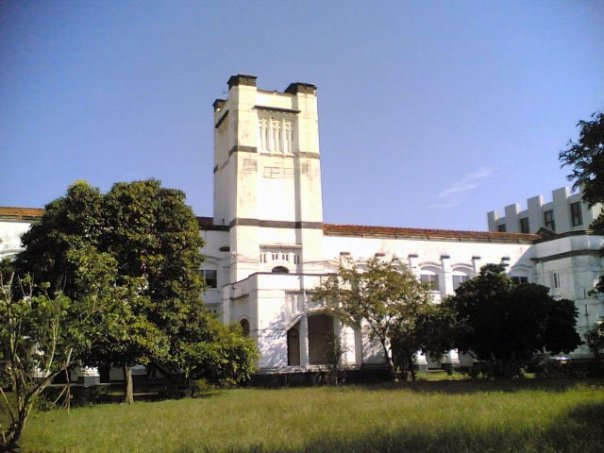
Old College Building (1911–1921), heute ein Gebäude der University of Colombo.

1835 gründete Reverend Joseph Marsh eine private Schule auf der Veranda an der Rückseite der Kirche, die als „Hill Street Academy“ bekannt war. Zwanzig Studenten aus wohlhabenden Familien der Community rund um Hill Street, Pettah, wurden aufgenommen.
Im Laufe des Jahres gründete Sir Robert Wilmot-Horton, der damalige britische Governor of Ceylon, auf Empfehlung der Colebrooke Commission die Colombo Academy, eine English public school nach dem Vorbild von Eton College. Marsh wurde als Headmaster auf Staatskosten angestellt. Der Gouverneur war Schulpatron. Damit sollte den Kindern von führenden Ceylonesen eine Ausbildung geboten werden, durch die sie fit würden als Bürger des British Empire. Die Schule wurde zur wichtigsten Public School in Ceylon und ein Modell für weitere Government Schools. Zuerst war die Schule in Maradana (bei Hulftsdorp) angesiedelt. 1836 zog sie um nach San Sebastian Hill, Pettah, wo sie 75 Jahre lang bestand, bevor sie in die Thurstan Road verlegt wurde. Auch wenn das College anfangs enge Beziehungen zum Anglikanismus hatte, ist sie seit 1836 eine säkulare Schule.
1859 wurde das „Queens College, Colombo“ als erstes Institut höherer Bildung in Ceylon gegründet. Es war mit der University of Calcutta verbunden und bereitete Studenten von der Colombo Academy für die Entrance Examinations englischer Universitäten vor. 1865 empfahl das Morgan Committee of Inquiry into Education eine Umstrukturierung und eine Einführung von Stipendien für die University of Oxford. Letztlich wurde das Queens College 1869 mit der Colombo Academy zusammengeführt.
Das erste Hostel (Schlafsäle) der Colombo Academy wurde 1868 in San Sebastian gebaut. Die Schule wurde damit auch eine der ersten Boarding Schools in Ceylon.
1881 erfolgte die Umbenennung in „Royal College Colombo“ mit Royal consent von Königin Victoria. Die Veröffentlichung der Gazette mit der Bestätigung durch die Königin erschien am 31. Juli 1881. Im selben Jahr wurde das erste Kadetten-Battalion in Ceylon gebildet und der Ceylon Light Infantry angegliedert. Die Royal College Union wurde 1891 als erste Alumni-Gesellschaft im Land gegründet.
1911 begann die Arbeit an einem Neubau (heute: Old Royal College Building, University of Colombo) an der Reid Avenue. Im November 1911 wurde das Gebäude, noch während des Baus, von einem Flugzeug getroffen, als der Versuch gemacht wurde, den Rekord für die erste Überquerung von Ceylon aufzustellen. Am 27. August 1913 wurde die Schule in das neue Gebäude verlegt. Zehn Jahre später (10. Oktober 1923) zog sie in das im viktorianischen Stil neu erbaute Gebäude einige hundert Meter weiter an der Reid Avenue, in dem bis heute Teile der Schule untergebracht sind. Dieser Umzug war von einem Vorschlag des Higher Education Committee 1914 veranlasst worden. Es war angeregt worden, das Royal College zu einem University College umzuwandeln. Aber Gegenstimmen, vor allem von ehemaligen Schülern in der Royal College Union, wie Frederick Dornhorst KC, veranlassten den damaligen Governor of Ceylon, Lord Robert Chalmers, ein eigenständiges University College zu gründen, das University College Colombo, ein College, das in den alten Gebäuden der Schule untergebracht wurde und sich zur University of Colombo entwickelte.
Mit Einführung der freien Bildung in Ceylon 1931 wurden die Schulgebühren des Royal College aufgehoben und bis heute wird dort kostenlos Bildung vermittelt.

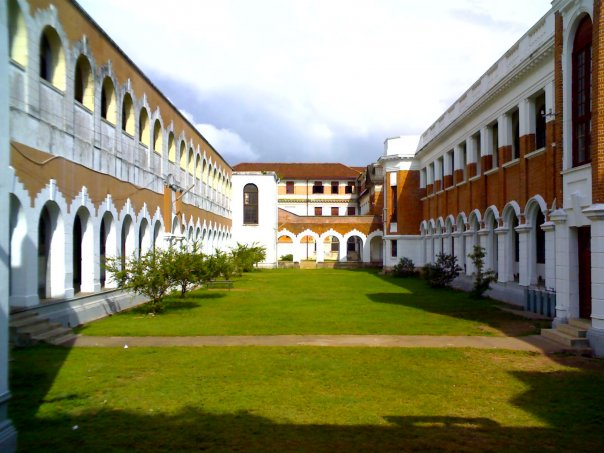
The Quadrangle.

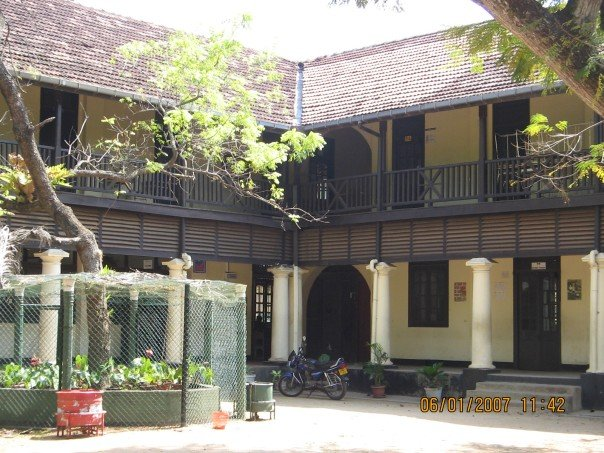
Das älteste Schulgebäude, das ehemalige Hostel, heute Jahrgangsgebäude für Grade 8.

1940 wurde die Schule verlegt. Mit Ausbruch des Zweiten Weltkrieges zog die British Army in die Gebäude, wo ein Militärkrankenhaus eingerichtet wurde (1941) und später auch eine Kaserne. Der Principal E. L. Bradby setzte sich dafür ein, dass der Unterricht unbehindert weitergehen konnte. Er verlegte die Schüler in vier private Villen in der Turret Street: the Turret House, Carlton Lodge, Sudarshan House und Firdoshi House. 1942 wurden die Jahrgänge 1 bis 3 in den Glendale Bungalow in Bandarawela im Hill Country ausgelagert.
Durch einen Erlass des State Council of Ceylon 1945 wurde auch Religionsunterricht an der Schule angeboten.
1945, nach Ende des Krieges, wurde die Schule wieder in ihre alten Räumlichkeiten an der Reid Avenue verlegt und die Hill School wurde geschlossen.
Im August 1977 wurde die Royal Preparatory School mit dem Royal College zusammengeführt und es entstand die heutige Grundschule. Damit entstand auch das Nationaltheater Navarangahala.
Fünf Jahre zuvor, am 22. Mai 1972, hatten sich die Mitglieder des House of Representatives der Dominion of Ceylon in der Royal Primary School Hall (Navarangahala) getroffen und die republikanische Verfassung in Kraft gesetzt, welche die Republic of Sri Lanka begründete.

## Traditionen

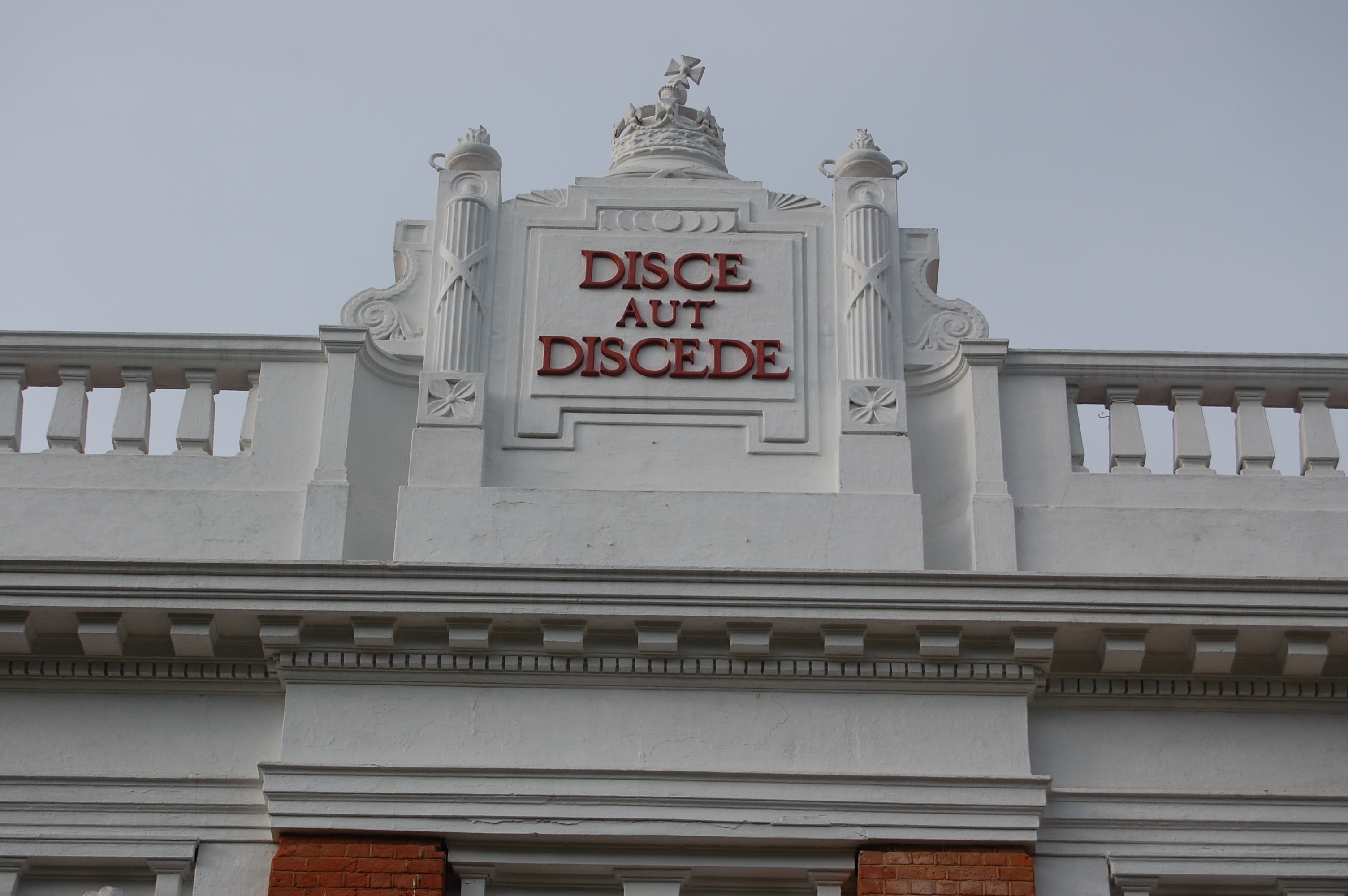
Das Collegemotto an der Fassade des Hauptgebäudes.

Das Motto des College ist „Disce aut Discede“, lateinisch für „lerne oder weiche“. Das Motto ist verbunden mit dem hohen akademischen Standard, der seit über 180 Jahren an der Schule gepflegt wird. Die erste Erwähnung des Mottos geht in die Amtszeit von Principal George Todd (1871–1878) zurück. Auch „Floreat“, lateinisch für „blühe!“ ist ebenfalls ein Motto, das seit Gründung der Colombo Academy 1836 mit der Schule verbunden wird. Es ist angelehnt an „Floreat Etona“, das Motto des Eton College.

### College Song
Das Schullied ist School of Our Fathers. Es wird am Beginn des Schultages und zu wichtigen Anlässen gesungen. Der Text wurde von Major H. L. Reed verfasst, dem Schulleiter von 1927. Die Musik wurde von S. Schmid überarbeitet.
1968 verfassten W. A. Wickramasena und S. J. F. Dissanayake auf Anweisung des Schulleiters eine kürzere Version des Liedes in Sinhala. Diese Version wird am Ende des Schultages gespielt.

### Prefectorial-System
Zusätzlich zu den Lehrern gibt es vier Kategorien von älteren Schülern, die für die Disziplin an der Schule verantwortlich sind. Jungen, die zur obersten Kategorie der Student leaders, zu den „Prefects“, gehören, tragen ein silbernes College-Abzeichen an ihren weißen Uniformen.
Die vier Kategorien sind:
- „Senior Prefect“: Mitglied des Prefects’ Council. Ausgewählt aufgrund von Noten, neben- und außerschulischen Leistungen, werden die Senior Prefects nach Abschluss der Examen an der Schule (GCE Advanced Level) auf Probe ernannt. Aus ihnen werden nur einige Jungen als Senior Prefect ausgewählt. Da sie ihre Abschlussexamen hinter sich haben, sind sie älter und haben mehr Autorität als alle anderen Schüler. Sie bleiben ein weiteres Jahr an der Schule und überwachen und unterstützen alle akademischen, co-curricularen und extracurricularen Veranstaltungen. Aus der Gruppe der Senior Prefects wird der Head Prefect gewählt, der alle anderen Prefects des College anführt, sowie das Prefects’ Top Board, das aus dem Head Prefect (HP), dem Senior Deputy Head Prefect (SDHP) und fünf Deputy Head Prefects (DHPs, Stellvertreter) besteht. Bedeutende Prefects waren Junius Richard Jayewardene, Sepala Attygalle, Ranjan Madugalle und Neville Kanakeratne.
- „Steward“: Stewards werden aus Studenten in Grade 12 (senior) und After O/L period (junior) gewählt. Sie unterstützen die Senior Prefects bei der Überwachung der Disziplin in der Upper School (grades 10, 11).
- „Junior Prefects“ werden aus Schülern in Grade 9 (bis 1998 auch Grade 8) ausgewählt. Ihre Autorität ist auf Schüler der Middle School (Grades 6–9) beschränkt.
- „Primary Prefects“ werden aus Schülern in Grade 5 ausgewählt. Ihre Autorität beschränkt sich auf die Schüler der Primary School (Grades 1–5).[30]

## Häuser

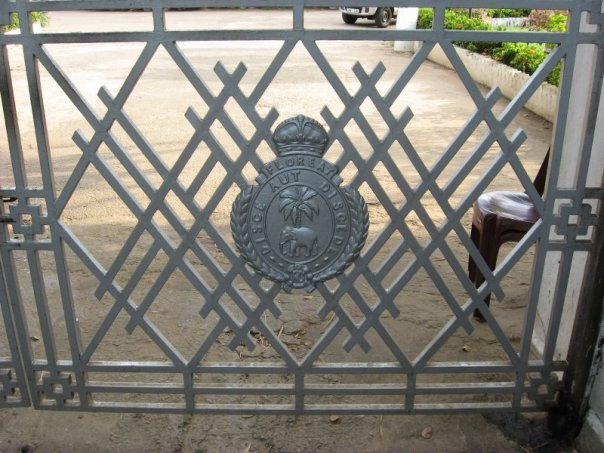
Eines der Boake Gates mit dem Schulabzeichen von vor 1954, der Tudor Crown.

Die Schüler sind in ein House system mit fünf Häusern eingeteilt. Vier davon wurden 1918 durch Principal Hartley begründet. Damals trugen sie die Namen „Cinnamon Gardens“, „Bambalapitiya North“ und „Bambalapitiya South“ sowie „Colpetty“. Sie wurden 1921 von Principal Major H. L. Reed umbenannt nach den Namen von ehemaligen Schulleitern. 1970 wurde das fünfte Haus begründet im Andenken an Reed selbst. Die Häuser werden von House Captains geführt und wetteifern bei den Inter-house Games. House Colours werden den Gewinnern verliehen. Heute sind die Häuser:
Hartley House
- Farben: pink und blau
- Gegründet: 1918

Harward House
- Farben: pink und grau
- Gegründet: 1918

Marsh House
- Farben: pink und braun
- Gegründet: 1918

Boake House
- Farben: rot und schwarz
- Gegründet: 1918

Reed House
- Farben: rot und weiß
- Gegründet: 1970

## Ehrungen

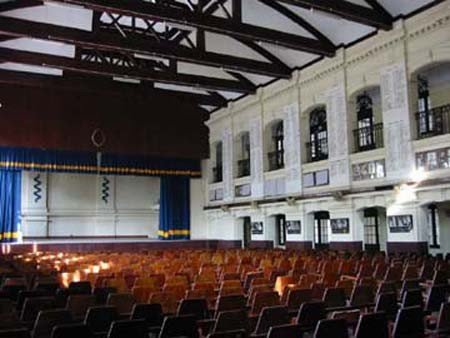
Royal College Main Hall mit der Ausstellung der Panel Prizes.

An der Schule gibt es 165 unterschiedliche Preise und Ehrungen. In der College Main Hall werden die Namen derjenigen Studenten ausgestellt, welche die Panel Prizes gewonnen haben. Der meist umkämpfte Preis ist der Dornhorst Memorial Prize. Dieser Preis wird seit 1930 an den beliebtesten Schüler auf Basis einer Abstimmung verliehen. Er erinnert an Frederick Dornhorst KC.
Der zweitbegehrteste Preis ist der Lalith Athulathmudali Memorial Prize für den herausragendsten Royalist des Jahres. Der Turnour Prize, im Andenken an George Turnour, ist der älteste der Panel Prizes. Der Turnour Prize wurde erstmals 1846 an Charles Ambrose Lorensz verliehen und wird jährlich an den besten Schüler in Bezug auf wissenschaftliche Arbeit verliehen. 1876 wurde ein anderer Panel Prize, die Lorensz Scholarship, eingeführt. Sie wird jährlich an den besten Allrounder mit den besten Leistungen in Wissenschaften und Sport verliehen.
Diese Preise werden anlässlich einer Verleihungszeremonie unter Patronage des Präsidenten von Sri Lanka (früher des Governor of Ceylon) verliehen.
Die Royal Crown, die prestigeträchtigste Ehrung, die ein Sportler im College erringen kann, wird jedes Jahr bei der Colours Night an einen Sportler verliehen, der in seiner Sportart herausragende Erfolge erzielt hat. Sporting Colours werden an weitere Sportler verliehen.

### Scholarships und Preise
| Preis                                            | Einführungsjahr |
| Turnour Prize                                    | 1846–           |
| Senior Mathematical Prize                        | 1846–1934       |
| Shakespeare Prize                                | 1870–1932       |
| English University Scholarship                   | 1870–1926       |
| Lorensz Scholarship                              | 1876            |
| Director’s Prize                                 | 1883–1921       |
| De Soysa Science Prize                           | 1893            |
| Sir James Peiris Memorial Prize                  | 1905            |
| Donald Obeyesekere Prize                         | 1912            |
| F Dadabhoy Memorial Prize                        | 1922            |
| The Governor’s Prize                             | 1922–1947       |
| C M Fernando Memorial Prize                      | 1925            |
| Harward Memorial Prize                           | 1926–1963       |
| Steward’s Prize                                  | 1929            |
| Dornhorst Memorial Prize                         | 1930            |
| Gate Mudaliar R E Gooneratne Memorial Prize      | 1933            |
| G L Rupasinghe Memorial Prize                    | 1934            |
| Dr F E Weerasooriya Memorial Prize               | 1934            |
| Canon Lucien Jansz Memorial Prize                | 1934            |
| Adigar A Sellamuttu Prize                        | 1935            |
| Ruby Andries Memorial Prize                      | 1935            |
| Stubbs Prize                                     | 1935–1970       |
| Sir Edward Denham Memorial Prize                 | 1939            |
| Dr C A Hewavitarane Memorial Prize               | 1942            |
| Cecil Perera Memorial Scholarship                | 1944            |
| The Governor General’s Prize                     | 1947–1972       |
| Peter De Abrew Memorial Scholarship              | 1948            |
| Dr H L H De Mel Memorial Prize                   | 1948            |
| Earle De Zoysa Memorial Prize                    | 1952            |
| P U Ratnaunga Prize                              | 1952            |
| J N Jinendradasa Memorial Prize                  | 1954            |
| E W Perera Memorial Memorial Scholarship         | 1954            |
| Dudley K G De Silva Prize                        | 1957            |
| R H Wickramasinghe Memorial Prize                | 1957            |
| Tissa Wickramasinghe Memorial Prize              | 1963            |
| Amal De Mel Memorial Prize                       | 1966            |
| Harsha Panditha Gunawardena Memorial Scholarship | 1967            |
| T D Jayasooriaya Memorial Prize                  | 1970            |
| Mudaliyar L C Wijesinghe Prize                   | 1970            |
| The President’s Prize                            | 1973            |
| Omron Mendis Memorial Scholarship                | 1973            |
| 1927 Group Scholarship                           | 1978            |
| George Rajapakse Memorial Scholarship            | 1973            |
| Ajantha Wijesena Scholarship                     | 1978            |
| Sir Henry De Mel Memorial Prize                  | 1983            |
| Lalith Athulathmudali Memorial Prize             | 1994            |
| J R Jayawardene Memorial Prize                   | 1997            |

### Pokale und Sport-Stipendien
- Col. T.G. Jayawardena Memorial Shield
- Maalin Dias Sports Scholarship
- E L Bradby — J C A Corea Prize
- Grp. Capt. D.S. Wickremasinghe Memorial Prize

## Sport und außerschulische Aktivitäten
Sport ist ein wichtiger Teil am Royal College. Mehr als 21 verschiedene Sportarten werden angeboten. Das Hauptereignis im Sportjahr sind das Royal-Thomian (Big Match), das Bradby Shield Encounter und die Royal Thomian Regatta. Royal College war immer in Höchstform bei allen Schulsportereignissen.
Zu den angebotenen Sportarten zählen: Leichtathletik, Bogenschießen, Badminton, Baseball, Basketball, Boxen, Schach, Cricket, Radfahren, Fechten, Gymnastik, Hockey, Karate, Sportschießen (Rifle Shooting), Rudern  (Royal College Rowing Club), Rugby Union, Football, Segeln, Squash, Schwimmen/Turmspringen, Tischtennis, Tennis, Volleyball, Wasserball und Wushu.

### Royal-Thomian

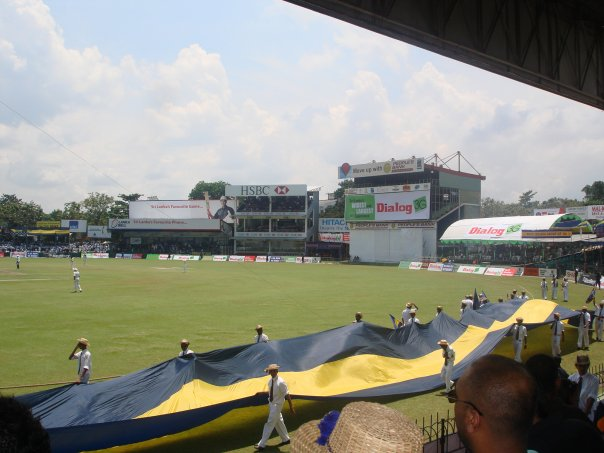
Eine Schulflagge beim 128th Royal Thomian.

Cricket wird an der Schule seit 1838 gespielt und der Royal College Cricket Club wurde 1878 von Ashley Walker gegründet. Das große jährliche Cricket-Match, „The Big Match“, gegen die traditionelle Schulrivalin S. Thomas’ College, Mt Lavinia ist die längste ununterbrochene Cricket-Match-Serie der Welt. Das erste Match wurde zwischen der Colombo Academy und dem S. Thomas’ College, Mutwal - Modara, 1879 ausgetragen. Damals nahmen die Schulleiter noch ebenso teil wie die Schüler. Ab 1880 waren jedoch nur noch Schüler zugelassen.
Bis 2006 war der Spielstand ausgeglichen, da beide Schulen jeweils 33 Matches gewonnen hatten und 61 Spiele unentschieden ausgingen. Vor dem Match wird gewöhnlich die Cycle Parade durchgeführt, die ursprünglich der Ermutigung dienen sollte. Dabei wird das Haus des jeweiligen Captains besucht.

### Royal-Trinity Bradby Shield Encounter
Das jährlich stattfindende Bradby Shield Encounter ist ein Rugby-Freundschaftsspiel gegen das befreundete, rivalisierende Trinity College, Kandy. Es ist der anspruchsvollste Wettbewerb für Schools’ Rugby in Sri Lanka. Rugby wurde 1916 am Royal College eingeführt und das erste Match gegen Trinity wurde 1920 gespielt. Der Bradby Shield wurde 1945 vom scheidenden Principal des Royal College, E. L. Bradby, gestiftet. Seit 1945 fanden jährlich zwei Matches statt, eines in Kandy und das andere in Colombo. Der Schild wird der Schule zugesprochen, welche die höchste Gesamtpunktzahl in den beiden Spielen erreicht.
Das hundertjährige Jubiläum wurde als zweites Spiel des Jahres 1983 gefeiert mit dem Ehrengast E. L. Bradby selbst. Das 150. Spiel wurde 2008 ausgetragen.
Das Spiel-Double 2002 brachte die höchste Punktzahl für Royal, durch Zulki Hamid, der im ersten Spiel (39–00) vorlegte und einen zweiten Sieg (44–00) in Kandy errang (83–00).
Das Rugby Team des Royal College war im 21. Jahrhundert das führende Team in ganz Sri Lanka.

### Royal-Thomian Regatta

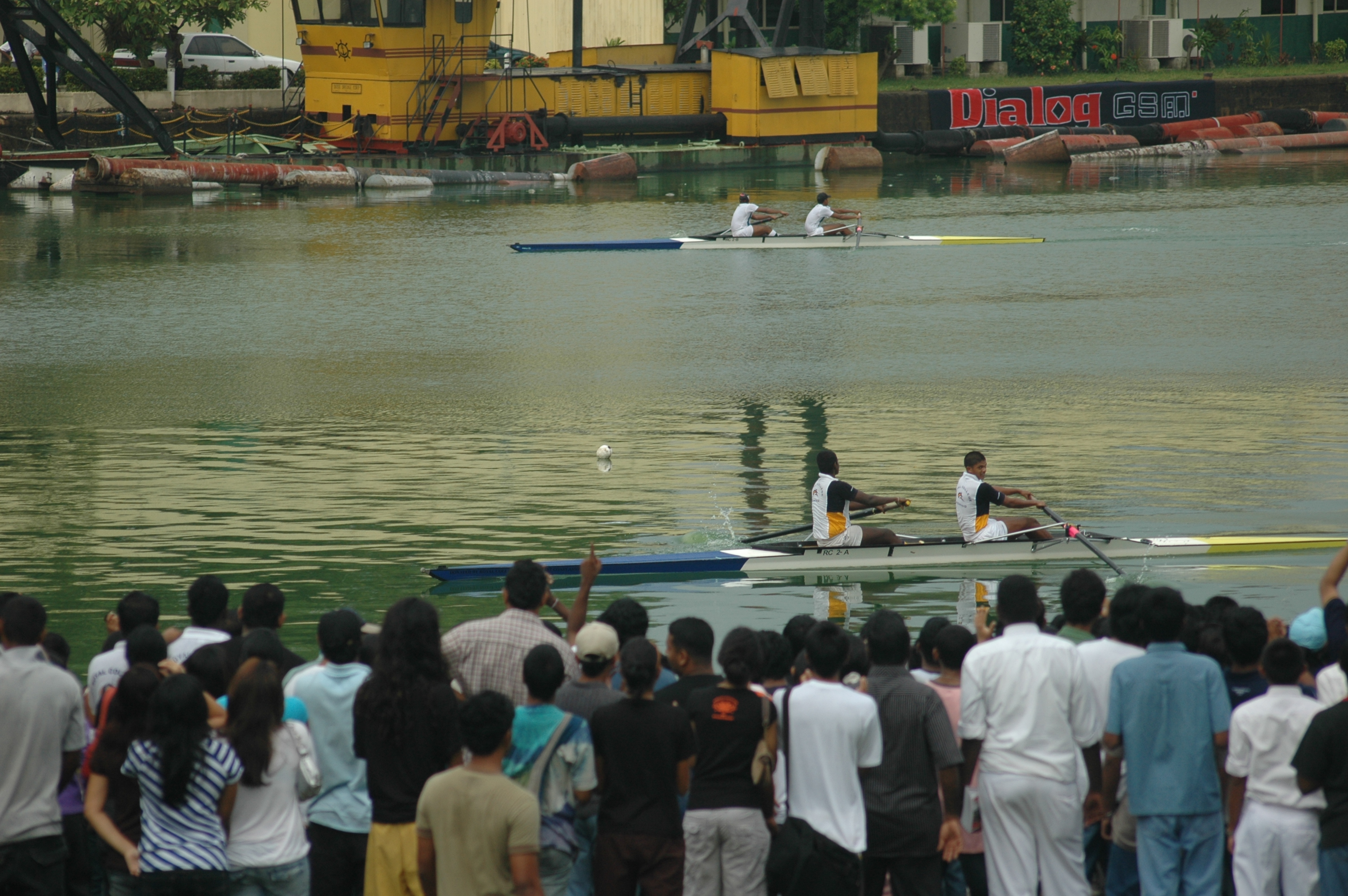
Zweier des Royal College im Vordergrund beim Gewinn des Junior Pairs 2007.

Royal College war die erste Schule, die 1953 ein eigenes Ruderprogramm startete. The Regatta ist heute die jährlich stattfindende Regatta zwischen Royal College und S. Thomas’ College. Das Rennen der Vierer mit Steuermann begann 1962. Seit 1966 wurde der Wettbewerb in 6 Rennen ausgetragen: 2 Single Sculls, 2 Coxless Pairs und 2 Coxed Fours. Die Rennen finden jedes Jahr im Oktober auf dem Beira Lake statt, (bei den Gebäuden des Colombo Rowing Club) in Colombo. Der Gesamtsieger erhält die T. N. Fernando Trophy.
2007 errang die Mannschaft des Royal College unter dem Captain Maalik Aziz einen herausragenden Erfolg mit 40-0. Die Royal College Crew errang Rekorde in allen sechs Rennen und einen Gesamtrekord für das Rennen mit 3 min 11 s (Der vorherige Rekord lag bei 3 min 19 s).

## Freizeitaktivitäten

### Clubs und Societies
Das College Magazine und die Bibliothek wurden 1837 als erste gegründet. Heute gibt es über 40 Clubs und Societies.

### Expeditionen
Der Adventure Club veranstaltete bereits mehrere Expeditionen: 1996 Himalaya, 2001 Gokyo Ri.

### Musik

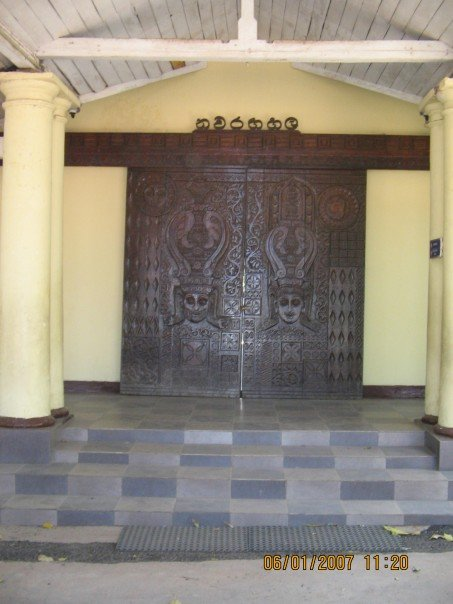
Eingang zur Navarangahala.

Das College hat eine starke musikalische Ausrichtung, sowohl in westlicher als auch in orientalischer Musik. Der Royal College Choir und das Royal College Orchestra, die beide zur Western Music Society gehören (Royal College Music Society), haben eine lange und reiche Geschichte. Konzerte werden in der College Hall, in der Navarangahala, und in neuerer Zeit im Nelum Pokuna Performing Arts Theatre veranstaltet. Es gibt mehrere Marching Bands, einschließlich des Senior Cadet Band Platoon, Middle School Western Band, Junior Western Band und Oriental Band.
Das jährlich stattfindende Musikfestival SAGA, das von der School Development Society mit Unterstützung der Alumni ausgerichtet wird, hat sich zu einem festen Ereignis in Colombos kulturellem Kalender entwickelt.

### Schauspiel
Die English Drama Society (Royal College Dramatic Society) und die Sinhala Drama Society führen jedes Jahr mehrere Theaterstücke auf. Sinhala- und Tamil-Stücke werden im Haupttheater, dem Navarangahala, aufgeführt. Das Auditorium ist so ausgestattet, dass es in Übereinstimmung mit Natya Shastra auch Open-Air-Atmosphäre bietet. Englische Stücke werden im Lionel Wendt Art Centre in der Nähe der Schule aufgeführt. Das Little Theatre wird derzeit von der Royal College Film Society für Filmvorführungen genutzt. Außerdem werden regelmäßig Produktionen von Alumni aufgeführt, die von der Old Royalists Association of Dramatists und der Royal College Union organisiert werden.

## Cadet Contingent
Das Royal College Cadet Corps ist das älteste Schul-Kadettenkontingent in Sri Lanka. Es war das erste Kadettenbattalion, das 1881 in einer Schule in Ceylon gegründet und an die Ceylon Light Infantry angeschlossen wurde. Später wurde es in Royal College Volunteer Corps umbenannt und durch die Volunteer Gazette von 1905 an die Ceylon Defence Force (Ceylon Volunteers) angeschlossen. 1979 wurde ein Senior Cadet Band Platoon eingeführt. 2007 war das Royal College eine von zwei Schulen im Land, die das erste Air Force Cadet Platoon einrichtete.
Sowohl das Cadet Contingent als auch das Senior Cadet Band Platoon haben gute Leistungen erzielt und gelten als zwei der besten Einheiten im Land. Das Cadet Contingent hat mehrfach die Hermanloose Trophy gewonnen, das Senior Cadet Band Platoon hat zehn Mal die Lt. Gen. T.I. Weerathunga Trophy errungen.

## Schul-Zeitschriften
Das College Magazine geht zurück auf das Jahr 1837, als unter der Ägide von Schulleiter Rev. Joseph Marsh The Colombo Academy Miscellany and Juvenile Repository monatlich herausgegeben wurde. Das Royal College Magazine, das offizielle Schulmagazin, wurde 1893 erstmals herausgegeben und zu der Zeit von der Times of Ceylon Press gedruckt. Erster Redakteur war Edward Walter Perera. Das Magazin wurde bis in die 1970er-Jahre von der Schulpresse gedruckt und von Schülern editiert. Die Publikation wurde 1993 wieder aufgenommen und läuft bis heute. Zu den Herausgebern zählten Junius Richard Jayewardene, Christopher Weeramantry, Lalith Athulathmudali, M. C. Sansoni, N. E. Weerasooriya, F. C. de Saram, Pieter Keuneman, Lakshman Wickremasinghe, Neville Kanakeratne und B St. E de Bruin.
The Royalist ist die Schulzeitung, die quartalsweise erscheint.

## Persönlichkeiten

### Schulleiter
Rev. Joseph H. Marsh Sen. war der erste Headmaster (Colombo Academy). Seit der Ernennung von J.F. Haslam 1948 wurde der Posten als „Principal“ bezeichnet. J. C. A. Corea wurde der erste Ceylonese als Principal 1946.

### Alumni
Ehemalige Schüler werden als Old Royalists bezeichnet.
- Junius Richard Jayewardene, erster Executive President von Sri Lanka
- Muhammad Fareed Didi, Sultan der Malediven[14]
- General Sir John Lionel Kotalawela, Premierminister von Sri Lanka
- Ranil Wickremesinghe, Premierminister von Sri Lanka
- Sir James Peiris, Acting Governor of Ceylon.[52][53]

Außerdem waren auch zahlreiche Anführer der Srilankischen Unabhängigkeitsbewegung Schüler des Royal College. Unter anderem:
- Anagarika Dharmapala
- E. W. Perera
- Sir James Peiris
- Sir Ponnambalam Arunachalam
- Sir Ponnambalam Ramanathan
- Charles Alwis Hewavitharana

Weitere Alumni:
- Hamilton Shirley Amerasinghe, Präsident der United Nations General Assembly
- Gamani Corea General-Sekretär der United Nations Conference on Trade and Development (UNCTD)
- Christopher Weeramantry, Vice President of the International Court of Justice
- Sir Nicholas Attygalle, erster Vizekanzler von Sri Lanka
- V. K. Samaranayake, Gründer der University of Colombo School of Computing (UCSC)
- Mohan Munasinghe, Stellvertretender Vorsitzender des Intergovernmental Panel on Climate Change (IPCC)
- General Deshamanya Sepala Attygalle

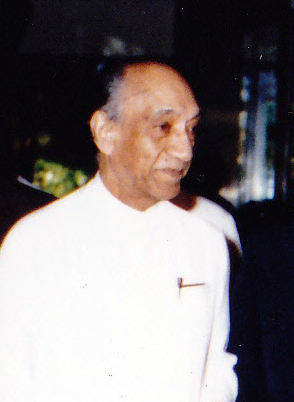
Junius Richard Jayewardene, erster Executive President von Sri Lanka
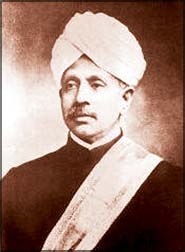
Sir Ponnambalam Arunachalam
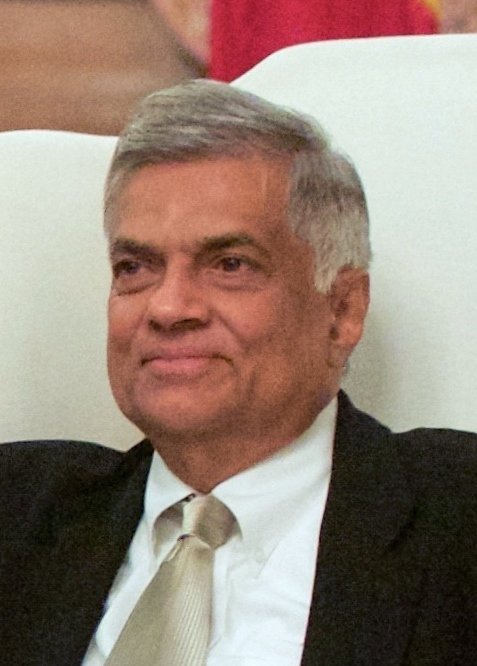
Ranil Wickremesinghe, Premierminister von Sri Lanka

## Royal College Union
Die Royal College Union (RCU) ist der Alumni-Verein (old boys’ association). Sie wurde 1891 gegründet und ist die älteste und wichtigste Alumni Society in Sri Lanka. Die RCU organisiert jährlich zahlreiche Sportveranstaltungen einschließlich Royal-Thomian, Bradby Shield Encounter, Royal Thomian Regatta sowie nationale Initiativen wie EDEX (die größte Ausbildungsmesse in Sri Lanka) und Entwicklungsprojekte für das College.

## Schulpartnerschaften und Beziehungen
Das Royal College pflegt eine freundliche Rivalität mit dem S. Thomas’ College, Mount Lavinia, sowie enge Beziehungen mit dem Trinity College, Kandy.
1945 initiierte der Minister of Education C. W. W. Kannangara die Madhya Maha Vidyalaya (central colleges) als Teil der Politik der Free Education (Freie Bildung) um weiterführende Bildung für die ländlichen Massen anzubieten. Diese Schulen wurden nach dem Modell des Royal College strukturiert. Es gibt mittlerweile mehrere Schulen, die den Namen „Royal College“ nach der Unabhängigwerdung 1972 angenommen haben, keine hat jedoch Verbindung zum Royal College Colombo.

## Populärkultur
- In Martin Wickramasinghes Roman Kaliyugaya ist die Figur Allan ein ehemaliger Schüler. Der Roman wurde von Lester James Peries verfilmt.
- Im letzten Teil von Carl Mullers Trilogie Once Upon a Tender Time, ist eine zentrale Figur „Carlaboy von Bloss“ ein Schüler am Royal College.[54]
- In Nihal De Silvas Roman The Giniralla Conspiracy sind sowohl der Protagonist „Mithra Dias“, als auch der Antihero „Kumudu Prasanna“ ehemalige Schüler des Royal College.
- In Martin Wickramasinghes Roman Yuganthaya ist die Figur Malin ein ehemaliger Schüler. Der Roman wurde von Lester James Peries verfilmt.
- In Madhubahashini Disanayaka Ratnayakas Roman There is Something I Have to Tell You ist die Figur „Janendra 'Janu' Samarawickrama“ ein Old Royalist.